# Ragnd-Larstjärnen
Ragnd-Larstjärnen är en sjö i Mora kommun i Dalarna och ingår i Dalälvens huvudavrinningsområde.